# 錫穆涅
錫穆涅是非洲南部國家斯威士蘭的城鎮，由盧邦博負責管轄，位於該國東部萊邦博山以西，毗鄰與南非接壤的邊境，距離錫泰基約55公里，鎮上有機場設施，1997年人口5,633。
26°13′S 31°55′E / 26.217°S 31.917°E